# Eerste Kamerverkiezingen 2011/Kandidatenlijst/VVD
De kandidatenlijst voor de Eerste Kamerverkiezingen 2011 van de Volkspartij voor Vrijheid en Democratie werd op 28 januari 2011 door de leden van de partij vastgesteld.

## Lijst
1. Loek Hermans
2. Heleen Dupuis
3. Liesbeth Kneppers-Heynert
4. Fred de Graaf
5. Frank de Grave
6. Ankie Broekers-Knol
7. Helmi Huijbregts-Schiedon
8. Jos van Rey
9. Willem Bröcker
10. Frank van Kappen
11. Anne-Wil Duthler
12. Sybe Schaap
13. Menno Knip
14. Henk Beckers
15. Koos Schouwenaar
16. Ben Swagerman
17. Jan Anthonie Bruijn
18. Henk Jan Meijer
19. Han ter Heegde
20. Henry Meijdam
21. Sipke Swierstra
22. Florus Wijsenbeek
23. Harry Dijksma
24. Joop Boertjens
25. Jan Schrijen
26. Frans Willem Lantink
27. Paul Zevenbergen
28. Duco Lodder
29. Ida van Veldhuizen
30. Bert van Dijk
31. Hans Kapelle
32. Ger Jaarsma
33. Kees Bierens

1948 · 1951 · 1952 · 1955 · 1956 (I) · 1956 (II) · 1960 · 1963 · 1966 · 1969 · 1971 · 1974 · 1977 · 1980 · 1981 · 1983 · 1986 · 1987 · 1991 · 1995 · 1999 · 2003 · 2007 · 2011 · 2015 · 2019 · 2023